# ریس داربی
ریس داربی (انگلیسی: Rhys Darby؛ زادهٔ ۲۱ مارس ۱۹۷۴) بازیگر اهل نیوزیلند است. وی از سال ۱۹۹۶ میلادی تاکنون مشغول فعالیت بوده‌است.
از فیلم‌ها یا برنامه‌های تلویزیونی که وی در آن نقش داشته است، می‌توان به مرد بله‌گو، آنچه در سایه‌ها انجام می‌دهیم، قایقی که راک پخش می‌کرد، جومانجی: به جنگل خوش آمدید و هدف بعدی پیروزی است اشاره کرد.